# ایناباتا کاتسوتارو
ایناباتا کاتسوتارو (انگلیسی: Inabata Katsutaro; ۳۰ اکتبر ۱۸۶۲ – ۲۹ مارس ۱۹۴۹) اهالی کسب‌وکار، تهیه‌کننده فیلم، و سیاستمدار اهل ژاپن بود.